# Ghostkid
Ghostkid, stylisé GHØSTKID, est un groupe allemand de rock alternatif, originaire de Gelsenkirchen.

## Histoire
Après son départ en février 2020 d'Eskimo Callboy (aujourd'hui Electric Callboy), Sebastian « Sushi » Biesler annonce son nouveau projet Ghostkid. Au fil du temps, Biesler annonce les musiciens de son projet via les médias sociaux.
Le 13 novembre 2020, le premier album intitulé Ghostkid sort. Les bases de ce premier album éponyme sont posées par le coproducteur Phil Sunday. L'album est produit par Sky van Hoff. Des musiciens invités de renom figurent également sur l'album. Marcus Bischoff (Heaven Shall Burn) prête notamment sa voix à la chanson Supernova. Mille Petrozza du groupe Kreator est présent sur le titre Crown. Le titre This Is Not Hollywood est présent deux fois sur l'album, une fois en allemand avec Timi Hendrix de Trailerpark et l'autre variante avec Johnny 3 Tears de Hollywood Undead.
En avril 2021 devait avoir lieu la première tournée du groupe, qui est reportée à décembre 2021 en raison de la pandémie de Covid-19. En mai 2021, le groupe annonce une tournée Social Distance pour l'été 2021.

## Discographie

### Albums studio
- 2020 : Ghostkid (Century Media Records, Sony, 34e des charts allemands[5])
- 2024 : Hollywood Suicide

### Singles
- 2020 : Start a Fight
- 2020 : Supernova (avec Marcus Bischoff de Heaven Shall Burn)
- 2020 : This Is Not Hollywood (avec Johnny 3 Tears de Hollywood Undead)
- 2020 : This Is Not Hollywood (avec Timi Hendrix)
- 2020 : You and I
- 2021 : Fool (Inhuman Remix)
- 2022 : Ugly
- 2022 : Deathlist (Inhuman feat. Ghostkid)
- 2023 : Hollywood Suicide
- 2023 : Heavy Rain

## Distinctions
| Année | Prix                      | Catégorie                       | Titre                             | Résultat   |
| ----- | ------------------------- | ------------------------------- | --------------------------------- | ---------- |
| 2020  | Impericon Awards          | Meilleur nouvel arrivant        | Ghostkid                          | Lauréat    |
| 2021  | Berlin Music Video Awards | Meilleur clip                   | Supernova (feat. Marcus Bischoff) | Nomination |
| 2021  | Heavy Music Awards        | Meilleure percée internationale | Ghostkid                          | Nomination |